# Marie de Cressay
Marie de Cressay (née vers 1298 - morte en 1345) est un personnage qui apparait à plusieurs reprises dans la série de romans des Rois maudits, de Maurice Druon, paru en 1955. Ce personnage s'inspire d'une personne réelle, nommée Marie de Carsix, mère de Giannino Baglioni.

## Le personnage desRois Maudits
Elle est la fille de Jean, seigneur de Cressay, et d'Eliabel, ainsi que la sœur de Jean et Pierre de Cressay qui seront faits chevaliers par Philippe de Valois pendant la bataille de Crécy en 1346.
Son père, Jean de Cressay, est mort avant 1314 en laissant des dettes auprès de la compagnie lombarde de Spinello Tolomei, et c'est en venant recouvrer la dette que Guccio Baglioni, neveu de Spinello, rencontre Marie de Cressay. Une idylle nait entre les deux jeunes gens, et Marie épouse secrètement Guccio dont elle a un fils en 1316. La famille n'acceptant pas une alliance avec un banquier siennois, les frères de Marie poursuivent Guccio pour le tuer, considérant qu'il a déshonoré leur sœur. Éliabel met sa fille au couvent, où elle accouche.
Marguerite des Barres, femme d'Hugues de Bouville, la choisit alors pour être la nourrice du roi Jean Ier dit « le Posthume ». Craignant pour la vie du bébé royal, Bouville et sa femme l'échangent avec le fils de Marie pour la présentation du roi aux barons au cours de laquelle il est empoisonné par Mahaut d'Artois. Après avoir promis aux Bouville de ne jamais revoir Guccio, pour que le secret de son enfant ne soit jamais dévoilé, elle revient à Cressay avec Jean de France, que tout le monde prend pour son fils. Guccio Baglioni revient en France en 1325 et enlève son fils, qu'il emmène à Sienne. Morte en 1345, Marie de Cressay est inhumée au couvent des Augustins près de Cressay, un hameau de Neauphle-le-Vieux.
Les romans de Maurice Druon évoquent ainsi la thèse d'un échange au berceau entre Jean le Posthume et l'enfant de Guccio Baglioni et de Marie de Cressay, ce qui accrédite une survie possible de l'enfant royal.

## La vérité historique
En réalité, le père de Marie de Cressay n'est pas seigneur de Cressay, un hameau de Neauphle-le-Vieux (Yvelines), mais de Carsix dans l'Eure, qui se trouve à 140 kilomètres de Paris, alors que Cressay est à 40 kilomètres de la capitale. Ainsi, les détours de Guccio Baglioni par Cressay paraissent plus plausibles dans le roman que dans la réalité.
Car Spinello Tolomei, l'oncle de Guccio Baglioni, n'a jamais existé, ou tout du moins n'a jamais été banquier à Paris ; ce personnage tire son inspiration de plusieurs banquiers italiens installés dans la capitale entre 1260 et 1300, comme Gandoufle d'Arcelles. La compagnie Tolomei, florissante au cours du XIIIe siècle comme la plupart des banques lombardes, périclite comme la plupart des compagnies siennoises au début du XIVe siècle. La banque Tolomei est déclarée en faillite en 1311. Cependant, l'existence historique de Guccio Baglioni n'est pas contestée, puisque c'est bien lui qui emmène Giannino Baglioni à Sienne en 1315, mais il n'est connu que par deux documents, une autobiographie de Gianni Baglioni (milieu XIVe siècle) et la Constitution de 1309 de la compagnie Tolomei. Ce qui est certain, c'est qu'il n'évolue pas dans le milieu de la banque Tolomei et n'est pas aussi proche du pouvoir que l'affirme Les Rois Maudits. Il est également certain que Marie de Cressay a bien été la nourrice de Jean Ier le Posthume.
L'histoire de Giannino Baglioni et de sa prétention à être le roi Jean Ier de France est également un épisode historique authentique, mais elle repose sur une mystification forgée de toutes pièces par Cola di Rienzo.